# Cylindrepomus sexlineatus
Cylindrepomus sexlineatus là một loài bọ cánh cứng trong họ Cerambycidae.